# Stepanci (gmina Sztip)
Stepanci (mac. Никоман) – wieś w gminie miejskiej Sztip w środkowej Macedonii Północnej.

## Demografia
Według spisu ludności z 2002 we wsi Stepanci mieszkało 12 mieszkańców.

### Rasy i pochodzenie
Według wyżej wspomnianych danych we wsi Stepanci mieszkało 12 Turków.